# Mikołaj Oporowski (zm. 1542)
Mikołaj Oporowski herbu Sulima (zm. w 1542 roku) – kasztelan wieluński od 1540 roku, podkomorzy wieluński w latach 1529-1538, łowczy sieradzki w latach 1520-1528.
Poseł na sejm piotrkowski 1524/1525 roku i sejm krakowski 1531/1532 roku, poseł na sejm piotrkowski 1533 roku z powiatu wieluńskiego.